# Loro Ciuffenna
Loro Ciuffenna település Olaszországban, Toszkána régióban, Arezzo megyében. Lakosainak száma 5869 fő (2023. január 1.). Loro Ciuffenna Castel San Niccolò, Castelfranco Piandiscò, Ortignano Raggiolo, Castel Focognano, Castiglion Fibocchi, Talla és Terranuova Bracciolini községekkel határos.

## Népesség
A település lakossága az elmúlt években az alábbi módon változott:
| Lakosok száma | 5837 | 5862 | 5869 |
|               | 2017 | 2018 | 2023 |